# ジュニア・タファ
ジュニア・タファ（Junior Tafa、1996年9月21日 - ）は、オーストラリアの男性総合格闘家。ブリスベン出身。

## 来歴
マーク・ハントを彷彿させる剛腕とルックスがマーク・ハントの目に留まり、17歳の時にスカウトされ、マーク・ハントのチームの一員となる。
18歳からローカルプロモーションでムエタイ、キックボクシングの経験を積むと、17年10月にはGLORYに参戦を果たし経験を積む。
2022年7月にBeatdown Promotionsで関野大成相手にMMAデビューすると、1RにパンチによるTKO勝ちを収め、続く8月にはHex Fight Seriesでケルビン・フィシャルをパンチで下し、MMA2連勝を挙げる。22年9月にはボクシングの試合もこなし、TKO勝利を収めている。

### RIZIN
2022年12月31日、RIZIN初参戦となったRIZIN.40でスダリオ剛と対戦し、スタンドパンチで1R KO勝ち。RIZINデビュー戦を白星で飾った。

### UFC
2023年4月23日、UFC初参戦となるUFC Fight Night: Pavlovich vs. Blaydesでモハメド・ウスマンと対戦するも、0-3の判定負け。
2023年8月26日、UFC Fight Night: Holloway vs. The Korean Zombieでパーカー・ポーターと対戦し、1Rに右ストレートでKO勝ち。
2024年2月18日、UFC 298: Volkanovski vs. Topuriaでヘビー級ランキング15位のマルコス・ホジェリオ・デ・リマと対戦し、右カーフキックでダウンを奪われパウンドで2RTKO負け。この試合はマルコスと対戦予定だった兄ジャスティン・タファが大会前日に負傷欠場したため、代役としてジュニアが大会前日にオファーを受け、準備期間わずか1日で急遽出場した試合だった。
2024年8月18日、UFC 305でヴァルター・ウォーカーと対戦し終始グラウンドの展開で圧倒され、1Rの終了間際にヒールフックで一本負け。タップはしていなかったものの叫び声を上げた為、レフリーに続行不能と見なされ試合がストップされた。
2024年10月12日、UFC Fight Night: Royval vs. Tairaでショーン・シャラフと対戦し、パンチの連打からの右アッパーで2R KO勝ちを収めた。

## 戦績

### プロ総合格闘技
| 総合格闘技 戦績 | 総合格闘技 戦績 | 総合格闘技 戦績 | 総合格闘技 戦績 | 総合格闘技 戦績 | 総合格闘技 戦績 | 総合格闘技 戦績 |
| --------------- | --------------- | --------------- | --------------- | --------------- | --------------- | --------------- |
| 10 試合         | (T)KO           | 一本            | 判定            | その他          | 引き分け        | 無効試合        |
| 6 勝            | 6               | 0               | 0               | 0               | 0               | 0               |
| ４ 敗           | 1               | 2               | 1               | 0               | 0               | 0               |

| 勝敗 | 対戦相手                       | 試合結果                               | 大会名                                          | 開催年月日     |
| ×    | トゥコ・トコス                 | 2R 4:52 肩固め                         | UFC on ESPN 70: Lewis vs. Teixeira              | 2025年7月12日  |
| ○    | ショーン・ シャラフ            | 2R 2:15 TKO（スタンドパンチ連打）      | UFC Fight Night: Royval vs. Taira               | 2024年10月12日 |
| ×    | ヴァルター・ウォーカー         | 1R 4:56 ヒールフック                   | UFC 305: du Plessis vs. Adesanya                | 2024年8月18日  |
| ×    | マルコス・ホジェリオ・デ・リマ | 2R 1:14 TKO（右カーフキック→パウンド） | UFC 298: Volkanovski vs. Topuria                | 2024年2月17日  |
| ○    | パーカー・ポーター             | 1R 1:24 KO (右ストレート)              | UFC Fight Night: Holloway vs. The Korean Zombie | 2023年8月26日  |
| ×    | モハメド・ウスマン             | 5分3R終了 判定0-3                      | UFC Fight Night: Pavlovich vs. Blaydes          | 2023年4月23日  |
| ○    | スダリオ剛                     | 1R 1:38 TKO (パンチ連打)               | RIZIN.40                                        | 2022年12月31日 |
| ○    | ニコラス・ジュルジェヴィッチ   | 1R 2:02 TKO (パンチ連打)               | Brave CF 66                                     | 2022年11月26日 |
| ○    | ケルビン・フィシャル           | 2R 4:36 KO (パンチ)                    | Hex Fight Series                                | 2022年8月5日   |
| ○    | 関野大成                       | 1R 1:06 TKO (パンチ連打)               | Beatdown Promotions                             | 2022年7月9日   |